# Castello di Linköping
Il castello di Linköping (svedese: Linköpings slott) si trova a Linköping nell'Östergötland, in Svezia. Si trova di fronte alla cattedrale di Linköping (Linköpings Domkyrka).
Vi si tiene il Mösspåtagning il 30 aprile di ogni anno.

## Storia

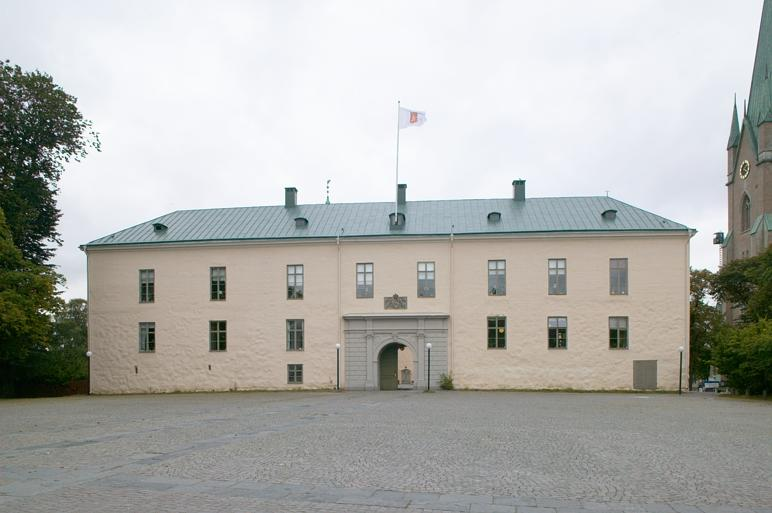

Il vescovo Gisle della diocesi di Linköping costruì per la prima volta una fattoria vescovile con un castello in pietra calcarea nel 1149. Dopo che il re Gustavo I Vasa eseguì la Riforma nel 1527, la tenuta fu trasformata in un castello reale. Nel 1570, il re Giovanni III di Svezia (1537–1592) fece riprogettare il castello dall'architetto olandese Arendt de Roy con una nuova ala a tre piani lungo il muro dell'anello meridionale, costruì anche sulla navata occidentale con un piano. L'intero castello era allora bianco con bordi rossi attorno alle porte e ad alcune finestre. Sotto il re Carlo IX di Svezia (1550–1611), il castello fu ricostruito in stile rinascimentale alla fine del XVI secolo .
Fu restaurato nel secolo XVIII, dopo essere stato distrutto da un grande incendio. Il castello è la residenza del governatore della contea di Östergötland dal 1785 e un monumento statale dal 1935. Nel 2000, il castello di Linköping e il museo della cattedrale (Linköpings Slotts & Domkyrkomuseum) sono stati inaugurati su tre piani nell'ala nord del castello.

## Altre fonti
- Juvander, Katarina; Billeson, Göran (2006) Linköpings slott: en 900-årig historia (Stockholm: Statens fastighetsverk) ISBN 91-86670-27-1